# Ho Yih Liu
Ho Yih Liu (刘和義 en xinès simplificat) (Taiwan, 1956) és una botànica taiwanesa.
Va estudiar a la Universitat Estatal d'Ohio, on es va doctorar. Treballa al Departament de Ciències Biològiques de la Universitat Nacional Sun Yat-sen, a Kaohsiung, Taiwan, on es dedica a la botànica sistemàtica i l'ecologia vegetal
Els seus estudis es dirigeixen principalment a: delimitacions de gèneres de falgueres de Taiwan, enumeració de plantes vasculars de Taiwan i cartografia de la vegetació de Taiwan.
Ha descrit 35 espècies de plantes, entre elles l'Aeonium davidbramwellii H.Y.Liu, planta endèmica de La Palma, a les Canàries, i la va anomenar en honor del botànic anglès David Bramwell, investigador i divulgador de la flora canària, i que durant molts anys va ser director del Jardí Canari "Viera i Clavijo", a Gran Canària.

## Publicacions
És autora o coautora de nombrosos estudis botànics.
Ha publicat els llibres: 
- Fern Flora of Taiwan: Athyrium (Chinese Edition). Yea-Chen, Liu; Wen-Liang, Chiou; Ho-Yih, Liu. China Press, 2000. ISBN 10: 9860193010.[3]
- Systematics of Aeonium (Crassulaceae). Ho-yih Liu. National Museum of Natural Science, 1989 - 102 pàgines.
- A Monograph of the Genus Aeonium (Crassulaceae-sempervivoideae). Ho-yih Liu. Ohio State University, 1986 - 466 pàgines.